# Алов, Александр Самойлович
Александр Самойлович Алов (в довоенных публикациях Алов-Лапскер, при рождении Азри́л Шми́левич Ла́пскер; 1896, Кишинёв, Бессарабская губерния — 1971, Москва) — советский агротехник, почвовед и учёный в области аграрной экономики. Доктор сельскохозяйственных наук, профессор.

## Биография
Родился в Кишинёве в семье Шмила Ицковича Лапскера (1874, Кишинёв — ?) и Эстер-Мирл Абрамовны Харлап (в браке Лапскер-Харлап; 1874, Бендеры — ?), сочетавшихся браком там же в 1895 году. Мать в 1910-е годы занималась выпуском журнала «Наше поколение» в Кишинёве и владела «типографией М. Лапскер-Харлап», где издавался этот журнал. Семья покинула Кишинёв не раньше 1916 года.
Жил с семьёй в Харькове (улица Ветеринарная, № 30), где был профессором Харьковского института сельского хозяйства и лесоводства, вёл курс «Учение о сельскохозяйственных машинах и орудиях». Работал в Харьковском окружном земельном отделе.
Не ранее 1929 года переехал в Москву, где стал научным сотрудником Всесоюзного научно-исследовательского института свекловичного полеводства. После войны был научным сотрудником Почвенного института имени В. В. Докучаева, откуда был уволен в 1951 году в ходе кампании по борьбе с космополитизмом.
Автор научных трудов и 14 монографий в области почвоведения и аграрной экономики.
Умер в 1971 году. Похоронен на Ваганьковском кладбище.

## Семья
- Первая жена — Любовь Иосифовна Алова-Лапскер (1885—1946), в 1914 году окончила курсы сестёр милосердия, заведовала Центральной детской библиотекой имени И. З. Сурикова и позже читальным залом Московской городской библиотеки имени Моссовета. Сыновья:
  - Иосиф Александрович Алов[7], цитолог и физиолог, доктор медицинских наук, профессор, заведующий кафедрой гистологии Хабаровского медицинского института (1952—1961) и лабораторией гистологии Института морфологии человека АН СССР (1961—1982), автор монографий «Очерки физиологии митотического деления клеток» (1964), «Основы функциональной морфологии клетки» (1969), «Цитофизиология и патология митоза» (1972)[8].
  - Александр Александрович Алов, кинорежиссёр и сценарист.
- Вторая жена — Анастасия Арсентьевна Попова, минералог, кандидат геолого-минералогических наук[9].

## Монографии
- Кукуруза: её культура и значение для засушливых районов. Харьков—Москва: Новая деревня, 1925[10]. — 57 с.
- Агроминимум. Харьков: Харьковский окружной земельный отдел, 1929. — 26 с.
- Агро-индустриальные комбинаты: Принципы организации и планирование. М.: Огиз — Государственное издательство сельско-хозяйственной и колхозно-кооперативной литературы, 1931[10]. — 76 с.
- Справочник бригадира полевода зернового колхоза по агротехнике и механизации зерновых культур. М.: Сельхозгиз, 1933. — 173 с.
- Как правильно вести севооборот в колхозе. Набор диапозитивов. Под редакцией А. С. Алова и М. И. Тарковского. М.: Фабрика «Диафото» № 7, 1933.
- Севооборот — одно из лучших средств повышения урожайности. М.—Л.: Сельхозгиз, 1933. — 103 с.; 2-е изд., перераб. — М.—Л.: Сельхозгиз, 1934. — 94 с.
- Свекловичные севообороты СССР: агротехнический анализ. Главное свекловичное управление Всесоюзного научно-исследовательского института свекловичного полеводства. М.: Сельхозгиз, 1936. — 248 с.
- Рядовое удобрение зерновых культур. Главное свекловичное управление Всесоюзного научно-исследовательского института свекловичного полеводства. М.: Типография издательства «Власть советов», 1938. — 32 с.
- Структура почвы как фактор плодородия. М.: Издательство Министерства сельского хозяйства РСФСР, 1960. — 128 с.
- Факторы эффективности удобрений. Обзор отечественной и зарубежной литературы за 1915—1965 гг. М.: Министерство сельского хозяйства СССР, 1965. — 187 с.